# ریو اومه‌موتو

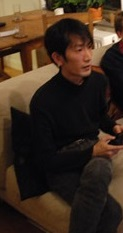
تصویری از ریو اومموتو

ریو اومموتو (انگلیسی: Ryu Umemoto؛ ۱۸ فوریهٔ ۱۹۷۴ – ۱۶ اوت ۲۰۱۱) یک موسیقی‌دان اهل ژاپن بود. وی بین سال‌های ۱۹۹۲ تا ۲۰۱۱ میلادی فعالیت می‌کرد.